# Сухореченский сельсовет (Башкортостан)
Сухореченский сельсовет — сельское поселение в Бижбулякском районе Башкортостана Российской Федерации.
Административный центр — село Сухоречка.

## История
Статус и границы сельского поселения установлены Законом Республики Башкортостан от 17 декабря 2004 года № 126-з «О границах, статусе и административных центрах муниципальных образований в Республике Башкортостан».

## Население
| 2002  | 2009  | 2010  | 2012  | 2013  | 2014  | 2015  |
| ----- | ----- | ----- | ----- | ----- | ----- | ----- |
| 1657  | ↘1564 | ↘1422 | ↘1393 | ↘1331 | ↘1277 | ↘1248 |
| 2016  | 2017  |       |       |       |       |       |
| ↘1214 | ↘1180 |       |       |       |       |       |

## Состав сельского поселения
| № | Населённый пункт | Тип населённого пункта       | Население |
| - | ---------------- | ---------------------------- | --------- |
| 1 | Сухоречка        | село, административный центр | ↘775      |
| 2 | Новый Биктяш     | село                         | ↘315      |
| 3 | Мурадымово       | деревня                      | ↘198      |
| 4 | Исякаево         | село                         | ↘129      |
| 5 | Шомыртлы         | деревня                      | →3        |
| 6 | Милисоновка      | деревня                      | ↗2        |
| 7 | Павловка         | деревня                      | ↘0        |
| 8 | Чегодаево        | деревня                      | →0        |